# Antonia Gentry
Antonia Bonea Gentry (Atlanta, Georgia; 25 de septiembre de 1997) es una actriz estadounidense. Conocida por su papel como Virginia "Ginny" Miller en la popular serie de Netflix Ginny & Georgia.

## Biografía
Antonia Gentry nació en Atlanta, Georgia. Su madre es de Jamaica. Desde que tenía 5 años, quería ser actriz. Su primera participación en el teatro fue actuar en obras que su madre escribió en el teatro de su comunidad.
Estudió teatro en la Escuela Magnet de Bellas Artes John S. Davidson en Augusta, Georgia. También asistió a la Universidad de Emory para teatro. En Emory, fue miembro del grupo de comedia e improvisación de la universidad, Rathskellar Comedy Improv Group. Antes de su graduación en 2019, equilibró los roles de actuación con ser una estudiante universitaria a tiempo completo además de tener un trabajo a tiempo parcial.

### Carrera
Gentry ha actuado en una variedad de papeles más pequeños, incluidos dos cortometrajes en 2015. En 2018, interpretó a Jasmine en la película de comedia romántica Candy Jar y actuó en un episodio de la serie de televisión de superhéroes, Raising Dion.
Se graduó de Emory la misma semana que consiguió una audición para Ginny & Georgia. Ella ganó el papel y, en 2021, la serie se estrenó en Netflix.

## Vida personal
Antonia vive en New York.

## Filmografía
| Año           | Título                             | Papel        | Notas               |
| ------------- | ---------------------------------- | ------------ | ------------------- |
| 2015          | Driver's Ed: Tales from the Street | Sara         | PSA                 |
| 2015          | Lone Wolf Mason                    | Madison      | Cortometraje        |
| 2018          | Candy Jar                          | Jasmine      | Película de Netflix |
| 2019          | Raising Dion                       | Wendy        | 1 episodio          |
| 2021–presente | Ginny & Georgia                    | Ginny Miller | Elenco principal    |
| 2024          | Time Cut                           | Summer Field | Elenco principal    |

## Premios y reconocimientos
2021 MTV Movie & TV Awards Mejor performance Ginny & Georgia.